# Cantón de Tuzla
El cantón de Tuzla (en bosnio: Tuzlanski kanton) es uno de los 10 cantones en que se divide la Federación de Bosnia-Herzegovina, en Bosnia y Herzegovina. Está situado en el noreste del país. El centro del gobierno del cantón es la ciudad de Tuzla. El cantón tiene una extensión de 2.649 km² y una población de 498.549 habitantes en 2009.

## Organización administrativa
Administrativamente, el cantón de Tuzla se divide en 13 municipalidades:
- Banovići.
- Čelić.
- Doboj Istok.
- Gradačac.
- Gračanica.
- Kladanj.
- Kalesija.
- Lukavac.
- Sapna.
- Srebrenik.
- Teočak.
- Tuzla (capital).
- Živinice.

## Geografía y población
El área del cantón es de 2 649 km². En el censo de 1991, la zona estaba poblada por 949.621 personas de las cuales el 60% eran bosnios, el 28% serbios, un 9% croatas, y el resto pertenecían a grupos minoritarios como yugoslavos, gitanos, eslovenos y ucranianos. 
En 2002, el Cantón de Tuzla tenía una población estimada de 607.571 habitantes, de los cuales 546.814 eran bosnios (un 90%). El segundo grupo étnico más numeroso es la minoría croata, que vive principalmente en Tuzla, Živinice y Srebrenik. La minoría serbia vive predominantemente en Tuzla y la población gitana está más repartida.
En la estimación del censo de 2009, el cantón contaba con una población de 498 549 habitantes.

## Historia y cultura
Este cantón fue creado por bosnio-croatas tras los Acuerdos de Washington de 1994, y sus límites definidos por los Acuerdos de Dayton en 1995. 
La fortaleza medieval mejor conservada de Bosnia, que data de 1333, se encuentra en Srebrenik.